# Giardini pubblici di corso Vittorio Emanuele II
I giardini pubblici di corso Vittorio Emanuele II è un’area verde di Ascoli Piceno situata nella zona est del centro storico della città, tra corso Vittorio Emanuele II, viale Alcide De Gasperi e via Candido Augusto Vecchi.

## Storia e descrizione
La creazione dei Giardini pubblici risale al 1869, quando su ordine del Municipio fu incaricata una commissione di tecnici per studiare la sistemazione all'ingresso est della città, dal ponte Maggiore.
La zona si presentava incolta e abbandonata. La commissione decise di realizzare un giardino pubblico. Fu disegnato un bozzetto che fu esposto nei locali della biblioteca comunale affinché la cittadinanza ascolana potesse liberamente conoscere ed eventualmente suggerire modifiche o variazioni. Il bozzetto fu gradito dai cittadini.
I lavori furono affidati al pittore e bibliotecario Giulio Gabrielli e durante l'esecuzione furono rinvenuti frammenti di epoca romana in buche riempite da terra di scarico. Furono anche scoperti cunicoli praticabili ma senza via d'uscita, scavati e sistemati irregolarmente e si ipotizzò che fossero stati realizzati per l'estrazione della pietra. I giardini furono inaugurati nel 1873. Successivamente nel 1877, si discusse l'ampliamento con la proposta di allargare l'area verde al giardino della parrocchia di San Vittore, ma sorsero delle difficoltà e la proposta non fu eseguita.
Nel 1879, al centro dei giardini, fu costruito un piccolo manufatto tipo chalet che fu demolito nel 1961 durante i lavori di sistemazione che comportarono la collocazione della statua di Vittorio Emanuele II di Savoia, trasferita dalla centrale piazza Arringo. Nel 1998 sono state collocate altre due statue in travertino, "Porta della luce" e "Il picchio e l'aquila" e successivamente quella dedicata all'Associazione Nazionale Bersaglieri. Nel 2022 è stata inaugurata la statua in bronzo che raffigura Costantino Rozzi, imprenditore e presidente dell'Ascoli Calcio 1898.